# Parque Nacional Sirmilik

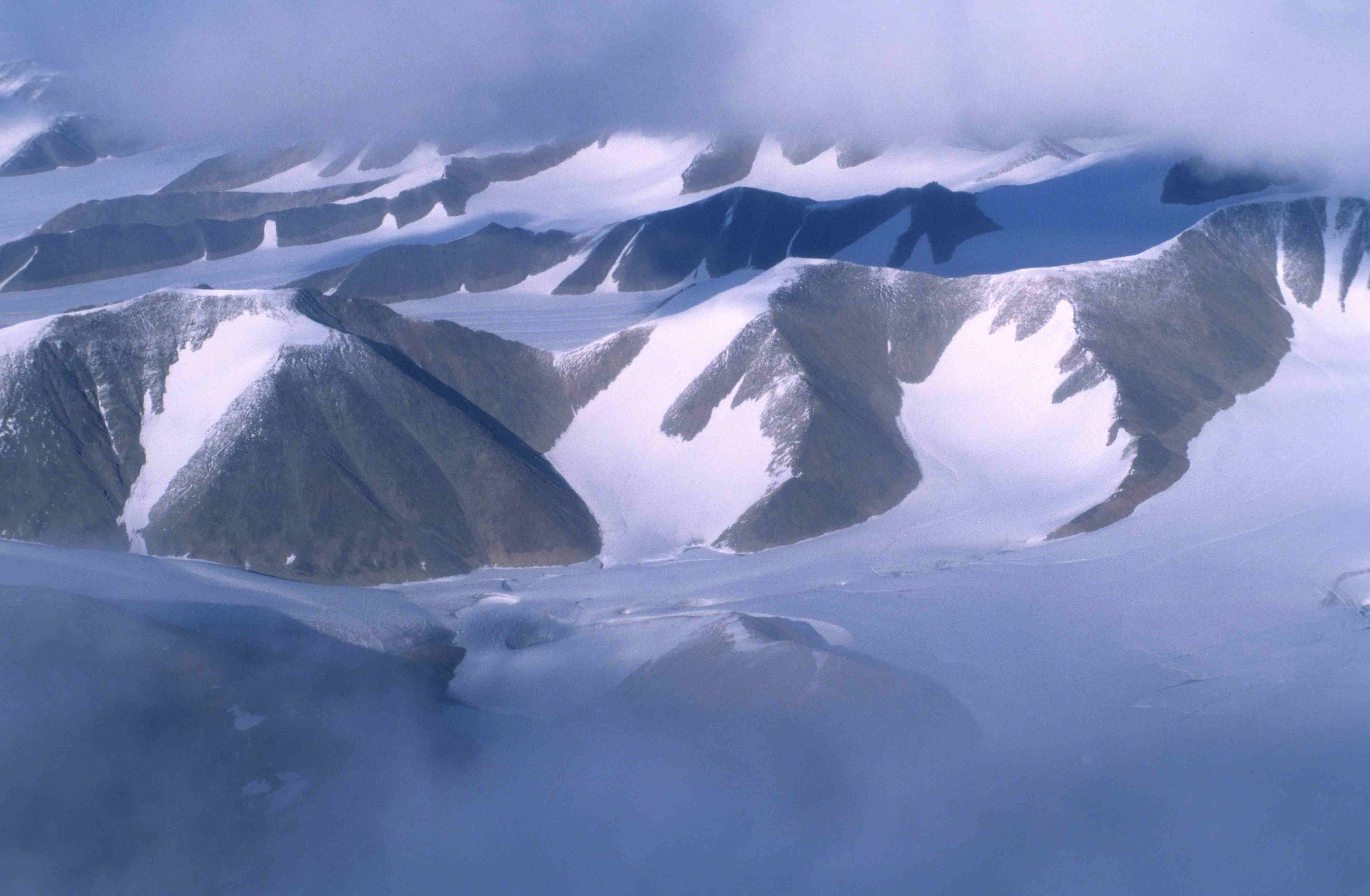
Montanhas Byam Martin em Sirmilik.

O Parque Nacional Sirmilik é um parque nacional canadense localizado no território de Nunavut. Foi fundado no ano de 2000 e compreende três áreas: Ilha Bylot, Estreito de Oliver e Península Borden.